# Via (Unternehmen)
Via Transportation, Inc. oder kurz Via, ist ein US-amerikanisch-israelisches Unternehmen mit Hauptsitz in New York City. Via betreibt weltweit Ridepooling-Angebote, wie auch die Tochtergesellschaft ViaVan. Via ist in mehreren Städten aktiv, unter anderem New York, Chicago, Washington, D.C., London, Amsterdam, Berlin und Milton Keynes. Via lizenziert seine Technologie auch an Städte, Verkehrsunternehmen und private Organisationen, die so eigene On-Demand-Verkehre betreiben können.
Nach eigenen Aussagen ist Via in mehr als 20 Ländern weltweit tätig, unter anderem in den Vereinigten Staaten, Großbritannien, Kanada, Israel, Australien, Neuseeland, Singapur, Japan, Brasilien, Indonesien und Deutschland.

## Geschichte
Via wurde 2012 von den israelischen Unternehmern Daniel Ramot und Oren Shoval gegründet. Für ihr Geschäftsmodell ließen sie sich von den Scherut genannten Sammeltaxis inspirieren. Das erste Angebot startete Via jedoch 2014 in New York, da die Stadt nach Aussagen der Gründer ein besseres Umfeld biete.

## Produktübersicht
Via entwickelt und betreibt vor allem Personenverkehrsangebote und die dazugehörigen IT-Systeme, die sich hauptsächlich auf gemeinsame Fahrten (Ridepooling) konzentrieren. Die Systeme werden auch als microtransit (öffentlicher Verkehr im kleinen Maßstab) bezeichnet. Passagiere, die in die gleiche Richtung wollen, werden von einem Algorithmus in ein gemeinsames Fahrzeug gebucht. Die Fahrgäste müssen zu einem in der App angegebenen Punkt gehen, um dort einzusteigen. Die Fahrten beginnen und enden an Straßenkreuzungen oder anderen, teils virtuellen Haltestellen. In einigen Städten wird Ridepooling-System von Via auch als Zubringer zum öffentlichen Verkehr eingesetzt. In einzelnen Städten werden auch Fahrten von Tür zu Tür angeboten.
Via ist in sechs Städten weltweit als Einzeldienstleister tätig, betreibt also dort die ganze Fahrzeugflotte in Eigenregie. Dazu gehört auch die Stadt Arlington in Texas, wo  Via der einzige ÖPNV-Anbieter ist. In den übrigen Städten, in denen Via tätig ist, besteht eine Partnerschaft mit einem örtlichen Verkehrsbetrieb oder einer Verkehrsbehörde, einer Universität, einem Taxiunternehmen oder einer anderen privaten Organisation. Via lizenziert seine Technologie als Software-as-a-Service (SaaS) oder Mobility-as-a-Service (MaaS).
Vias Technologie wird auch außerhalb des öffentlichen Verkehrs angewendet, beispielsweise im Schulbusverkehr in New York oder im Besuchsverkehr im BASF-Werk in Ludwigshafen.

## ViaVan in Europa
ViaVan wurde im Jahr 2017 als Joint Venture zwischen Mercedes-Benz Vans und Via gegründet, um unter anderem Ridepooling-Dienste in Europa anzubieten. Das Unternehmen startete seinen Betrieb im März 2018 mit einem Verkehrsangebot in Amsterdam. In Deutschland wurde im September 2018 in Kooperation mit den Berliner Verkehrsbetrieben das Angebot BerlKönig gestartet, jedoch im Juli 2022 wieder beendet. Die Technologie von ViaVan wird auch für Ridepooling-Dienste in anderen deutschen Städten eingesetzt, wie etwa in einem Angebot des Stadtverkehrs Lübeck.